# Стрелецкое сельское поселение (Орловская область)
Стрелецкое се́льское поселе́ние — муниципальное образование в Кромском районе Орловской области России. 
Административный центр — деревня Стрелецкая.
Создано в 2004 году в границах одноимённого сельсовета. Расположено на севере района, к северу от пгт Кромы.

## Население
| 2010  | 2012  | 2013  | 2014  | 2015  | 2016  | 2017  |
| ----- | ----- | ----- | ----- | ----- | ----- | ----- |
| 2976  | ↗2993 | ↗3037 | ↘3004 | ↘2950 | ↘2944 | ↗2972 |
| 2018  | 2019  | 2020  | 2021  | 2023  |       |       |
| ↘2938 | ↘2918 | ↗2919 | ↗2928 | ↘2879 |       |       |

## Населённые пункты
В состав сельского поселения (сельсовета) входят 8 населённых пунктов:
| № | Населённый пункт   | Тип     | Население (чел.) |
| - | ------------------ | ------- | ---------------- |
| 1 | Большая Драгунская | деревня | ↘299             |
| 2 | Марьинский         | посёлок | 9                |
| 3 | Новочеркасский     | посёлок | ↘237             |
| 4 | Пушкарная          | деревня | ↘306             |
| 5 | Рассыльная         | деревня | ↘368             |
| 6 | Стрелецкая         | деревня | ↗446             |
| 7 | Черкасская         | деревня | ↘1306            |
| 8 | Ясная Поляна       | посёлок | 5                |